# 星辰花
星辰花（学名：Limonium sinuatum）为蓝雪科補血草屬下的一个种，分布于地中海地区，开粉色、紫色或黄色花，高70 cm（28英寸）。

## 扩展阅读
- 維基物種上的相關：星辰花